# 1914

## Събития
- 5 януари (23 декември стар стил) – Съставено е тридесет и петото правителство на България, начело с Васил Радославов.
- 24 май – Основан е Спортен клуб „Левски“.
- 28 юни – Извършен е Сараевският атентат, станал повод за започването на Първата световна война

24 декември – Между държавите Германия и Англия се случва временното коледно премирие

## Родени
- Александър Дръндаров, български футболист
- Илия Дончев, български футболист
- Димитър Зографов, български футболист († 1944 г.)
- Стерьо Спасе, албански писател († 1989 г.)
- 5 януари – Джордж Рийвс, американски актьор († 1959 г.)
- 8 януари – Херман Пилник, аржентински шахматист († 1981 г.)
- 9 януари – Иван Точко, писател от СР Македония († 1973 г.)
- 18 януари – Арно Шмит, немски писател († 1979 г.)
- 30 януари – Борис Машалов, народен певец († 1962 г.)
- 4 февруари – Алфред Андерш, немски белетрист и поет († 1980 г.)
- 12 февруари – Лазар Колишевски, югославски политик († 2000 г.)
- 20 февруари – Арнолд Денкер, американски шахматист († 2005 г.)
- 8 март – Олег Нейкирх, български шахматист († 1985 г.)
- 25 март – Норман Борлауг, американски агроном, лауреат на Нобелова награда за мир († 2009 г.)
- 31 март – Октавио Пас, мексикански писател, лауреат на Нобелова награда за литература през 1990 г. († 1998 г.)
- 4 април – Маргьорит Дюрас, френска писателка († 1996 г.)
- 5 април – Феличе Борел, италиански футболист и треньор († 1993 г.)
- 24 април – Ян Карски, полски офицер († 2000 г.)
- 27 април – Албер Собул, френски историк († 1982 г.)
- 7 май – Андрей Гуляшки, български писател († 1995 г.)
- 8 май – Ромен Гари, френски писател († 1980 г.)
- 13 май – Джо Луис, американски боксьор († 1981 г.)
- 15 май – Тенсинг Норгей, непалски алпинист († 1986 г.)
- 18 май – Борис Христов, български певец († 1993 г.)
- 19 май – Макс Перуц, австрийско-британски микробиолог († 2002 г.)
- 22 май – Сън Ра, джазов музикант, пианист и композитор († 1993 г.)
- 15 юни – Юрий Андропов, съветски политик († 1984 г.)
- 21 юни – Уилям Викри, американски икономист, лауреат на Нобелова награда за икономика през 1996 г. († 1996 г.)
- 28 юни
  - Дюла Чеснеки де Милван, унгарски авантюрист († 1970 г.)
  - Ариберт Хайм, германски офицер († 1992 г.)
- 20 юли – Дядо Добри, български светец и дарител († 2018 г.)
- 24 юли
  - Боян Боянов, български стоматолог († 1996 г.)
  - Филип Филипов, български театрален режисьор и общественик († 1983 г.)
- 30 юли – Майкъл Морис, ирландски спортен функционер († 1999 г.)
- 31 юли
  - Камен Калчев, български писател и общественик († 1988 г.)
  - Луи дьо Фюнес, френски актьор и комик († 1983 г.)
- 9 август
  - Туве Янсон, финландска писателка († 2001 г.)
  - Петър Бобев, български писател († 1997 г.)
- 16 август – Тянко Йорданов, български географ († 2003 г.)
- 26 август – Хулио Кортасар, аржентински писател († 1984 г.)
- 10 септември – Робърт Уайз, американски филмов режисьор († 2005 г.)
- 11 септември – Павле, сръбски духовен водач († 2009 г.)
- 6 октомври – Тур Хейердал, норвежки антрополог († 2002 г.)
- 7 октомври – Александър Цветков, български шахматист († 1990 г.)
- 22 октомври – Славчо Трънски, деец на БКП, партизанин, военен деец († 1999 г.)
- 26 октомври – Джеки Куган, американски актьор († 1984 г.)
- 27 октомври – Дилън Томас, уелски поет († 1953 г.)
- 29 октомври – Максим, български патриарх († 2012 г.)
- 9 ноември – Павел Вежинов, български писател († 1983 г.)
- 21 ноември – Сотир Костов, български художник († 1992 г.)
- 26 ноември – Васил Демиревски, деец на БКП, партизанин († 1944 г.)
- 1 декември – Богдан Добранов, български духовник († 1983 г.)
- 4 декември – Георги Чилингиров, български народен певец († 2000 г.)

## Починали
- Деян Йекич, сръбски революционер
- Феликс Бракмон, френски художник и гравьор
- 7 януари – Михаил Петрович Клодт, руски художник, передвижник (* 1835 г.)
- 21 януари – Димитър Моллов, български лекар, общественик и държавник (р. 1846 г.)
- 16 март
  - Джон Мъри, британски океанограф от шотландски произход (р. 1841 г.)
  - Шарл Албер Гоба, швейцарски политик
- 25 март – Фредерик Мистрал, френски поет, лауреат на Нобелова награда за литература през 1904 г. (р. 1830 г.)
- 31 март – Кристиан Моргенщерн, немски поет и драматург
- 2 април – Паул фон Хайзе, немски писател, поет, драматург
- 8 април – Якоб Арбес, чешки писател и журналист
- 19 април – Чарлс Пърс, американски философ
- 23 април – Харитон Генадиев, български журналист
- 21 юни – Берта фон Зутнер, австрийска писателка
- 28 юни – Франц Фердинанд, ерцхерцог на Австрия (р. 1863 г.)
- 14 юли – Карол Телбиз, австро-унгарски общественик
- 28 август – Анатолий Лядов, руски композитор, диригент и музикален педагог (р. 1855 г.)
- 19 септември – Стефан Дедов, македонски журналист (р. 1869 г.)
- 26 септември
  - Херман Льонс, немски писател (р. 1866 г.)
  - Ален Фурние, френски писател
- 10 октомври – Карол I, крал на Румъния (р. 1839 г.)
- 27 октомври – Морис Виктор Батенберг,
- 29 октомври – Пейо Яворов, български поет (р. 1878 г.)
- 30 октомври – Ернст Щадлер, немски поет и критик
- 3 ноември – Георг Тракл, австрийски поет и драматург
- 9 ноември – Сатар Хан, ирански политик (р. 1868 г.)
- 27 декември – Чарлс Мартин Хол, американски инженер

## Нобелови награди
- Физика – Макс фон Лауе
- Химия – Теодор Ричардс
- Физиология или медицина – Роберт Барани
- Литература – наградата не се присъжда
- Мир – наградата не се присъжда

Вижте също:
- календара за тази година